# Fay-lès-Marcilly
Fay-lès-Marcilly is een gemeente in het Franse departement Aube (regio Grand Est) en telt 108 inwoners (2009). De plaats maakt deel uit van het arrondissement Nogent-sur-Seine.

## Geografie
De oppervlakte van Fay-lès-Marcilly bedraagt 5,6 km², de bevolkingsdichtheid is dus 19,3 inwoners per km².
De onderstaande kaart toont de ligging van Fay-lès-Marcilly met de belangrijkste infrastructuur en aangrenzende gemeenten.

## Demografie
Onderstaande figuur toont het verloop van het inwonertal (bron: INSEE-tellingen).

Vanwege een beveiligingsprobleem met de MediaWiki Graph-software is het momenteel niet mogelijk deze grafiek weer te geven. Zodra de software is bijgewerkt zal de grafiek vanzelf weer zichtbaar worden.